# Erateina latipennis
Erateina latipennis är en fjärilsart som beskrevs av Butler 1873. Erateina latipennis ingår i släktet Erateina och familjen mätare. Inga underarter finns listade i Catalogue of Life.